# Živinice (Kneževo)
Pour les articles homonymes, voir Živinice.
Živinice (en serbe cyrillique : Живинице) est un village de Bosnie-Herzégovine. Il est situé dans la municipalité de Kneževo et dans la république serbe de Bosnie. Selon les premiers résultats du recensement bosnien de 2013, il compte 669 habitants.

## Démographie

### Évolution historique de la population dans la localité
| 1948  | 1953 | 1961  | 1971  | 1981  | 1991  | 2013 |
| ----- | ---- | ----- | ----- | ----- | ----- | ---- |
| 1 966 | -    | 1 143 | 1 503 | 1 620 | 1 223 | 669  |

|  |

### Communauté locale
En 1991, la communauté locale de Živinice comptait 2 628 habitants, répartis de la manière suivante :